# Snæfellsnes
Snæfellsnes – półwysep w zachodniej Islandii, położony na zachód od miasta Borgarfjörður.

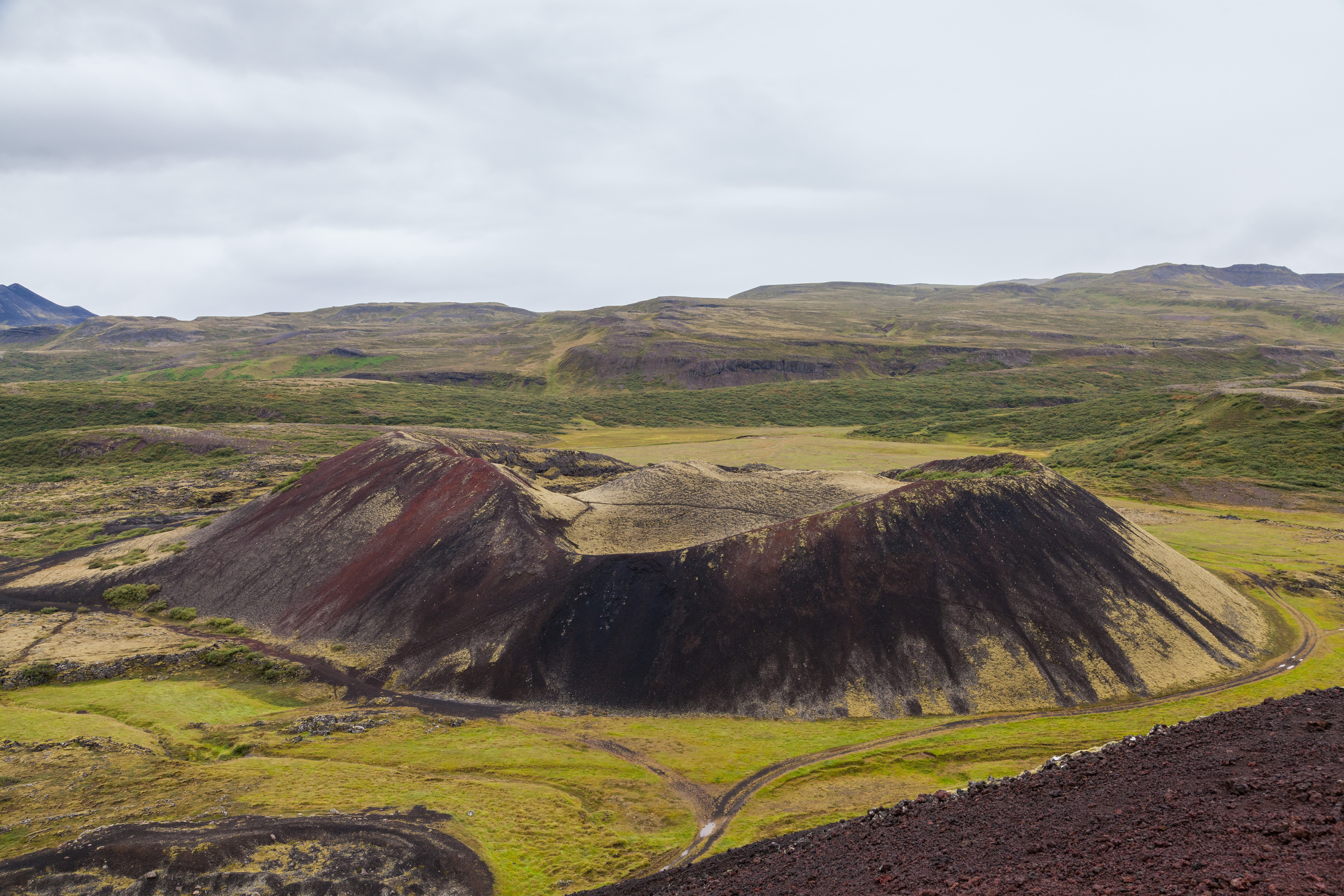
Wulkan Litli Grábrók, Snæfellsnes.

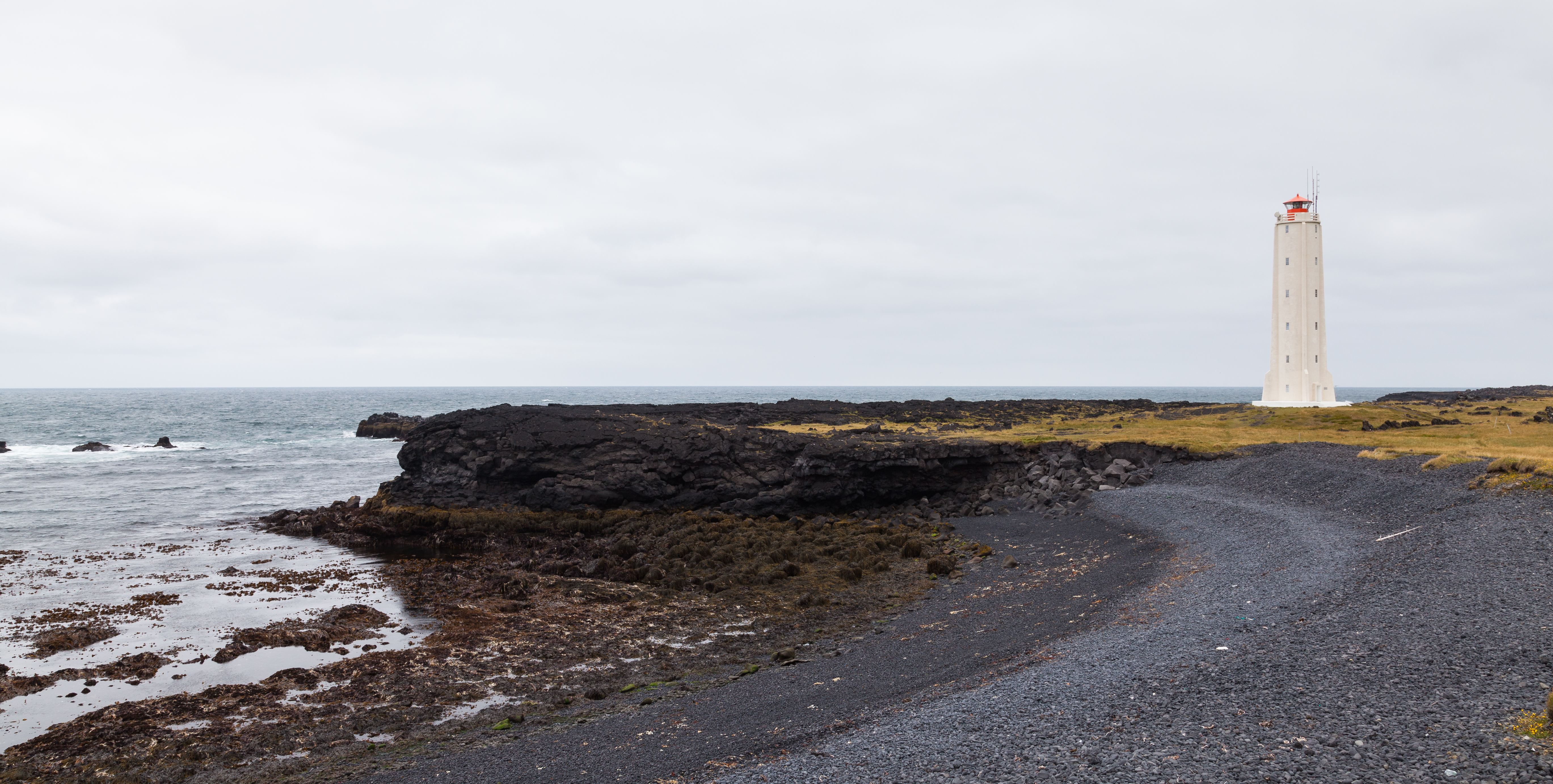
Malarrif latarnia.

Krajobraz półwyspu Snaefellsnes nazywane jest niekiedy „Islandią w miniaturze”, ponieważ znaleźć tu można wiele typowych dla tego kraju krajobrazów. Centralnym punktem regionu jest wulkan Snæfellsjökull, który może być uznany nieomalże za symbol Islandii. Jego wysokość sięga 1446 m n.p.m., a na jego szczycie znajduje się lodowiec. Przy dobrej widoczności wulkan widoczny jest ze stolicy kraju, Reykjavíku, położonej około 120 km stąd. Wulkan znany jest dzięki francuskiemu pisarzowi Juliuszowi Verne’owi, który umieścił w nim miejsce akcji swojej książki Podróż do wnętrza Ziemi. 
Wokół wulkanu Snæfellsjökull rząd islandzki utworzył park narodowy Snæfellsjökull.
Na północnym wybrzeżu półwyspu znajduje się kilka miasteczek i portów rybackich, z których ważniejszymi są: Ólafsvík, Grundarfjörður, Stykkishólmur oraz Búðardalur.
Główną drogą na półwyspie jest droga nr 54, która biegnie wzdłuż jego południowego i północnego wybrzeża.